# П'єр-Жозеф ван Бенеден
П'єр-Жозеф ван Бенеден (фр. Pierre-Joseph van Beneden; 19 грудня 1809, Мехелен, Бельгія — 8 січня 1894, Левен, Бельгія) — бельгійський зоолог, паразитолог і палеонтолог.

## Біографія
Він почав вивчати фармакологію у Луїса Стоффельса, голландця, який жив у Мехелені. У нього була шафа цікавинок, в якій були мінерали, тварини та скам'янілості. Тоді юний П'єр-Жозеф зацікавився природничими науками.
Навчався медицини в Левенському університеті, зміг скористатися грантом на подорожі, який дозволив йому завершити освіту в Музеї природознавства в Парижі та, пізніше, вивчати зоологію в Парижі в учнів Жоржа Леопольда Кюв'є. 
У 1831 році він став куратором Левенського університетського музею, а в 1836 році отримав кафедру зоології в Католицькому університеті міста, обіймав цю посаду до самої смерті в 1894 році. Деякі з його учнів стали видатними біологами.
У 1842 році його обрано членом Бельгійської академії наук, письменства та витончених мистецтв, він був президентом її у 1881 році. У 1886 році Левенський університет вручив йому медаль на честь п'ятдесятиріччя викладання.
Він вивчав плоских червів з 1845 року. Він висвітлив повний життєвий цикл цих тварин, деякі етапи яких раніше були нез'ясовані. Таким чином він продемонстрував, що ці гельмінти не народжуються спонтанно, а є справжніми тваринами. У 1850 році ван Бенеден ввів до медичного вжитку характеристики цестод: поняття «сколекс» (голівка), «стробіла» (тіло), «проглотида» (сегмент стробіли або членик). У 1875 році він опублікував фундаментальну роботу, де все це виклав. Ця робота, широко поширена, закріпила концепцію коменсалізму, яку він теоретизував наприкінці 1860-х років.
У 1878 році він ідентифікував скелети динозаврів, виявлені у комуні Берніссар, як «ігуанодонів».

## Твори

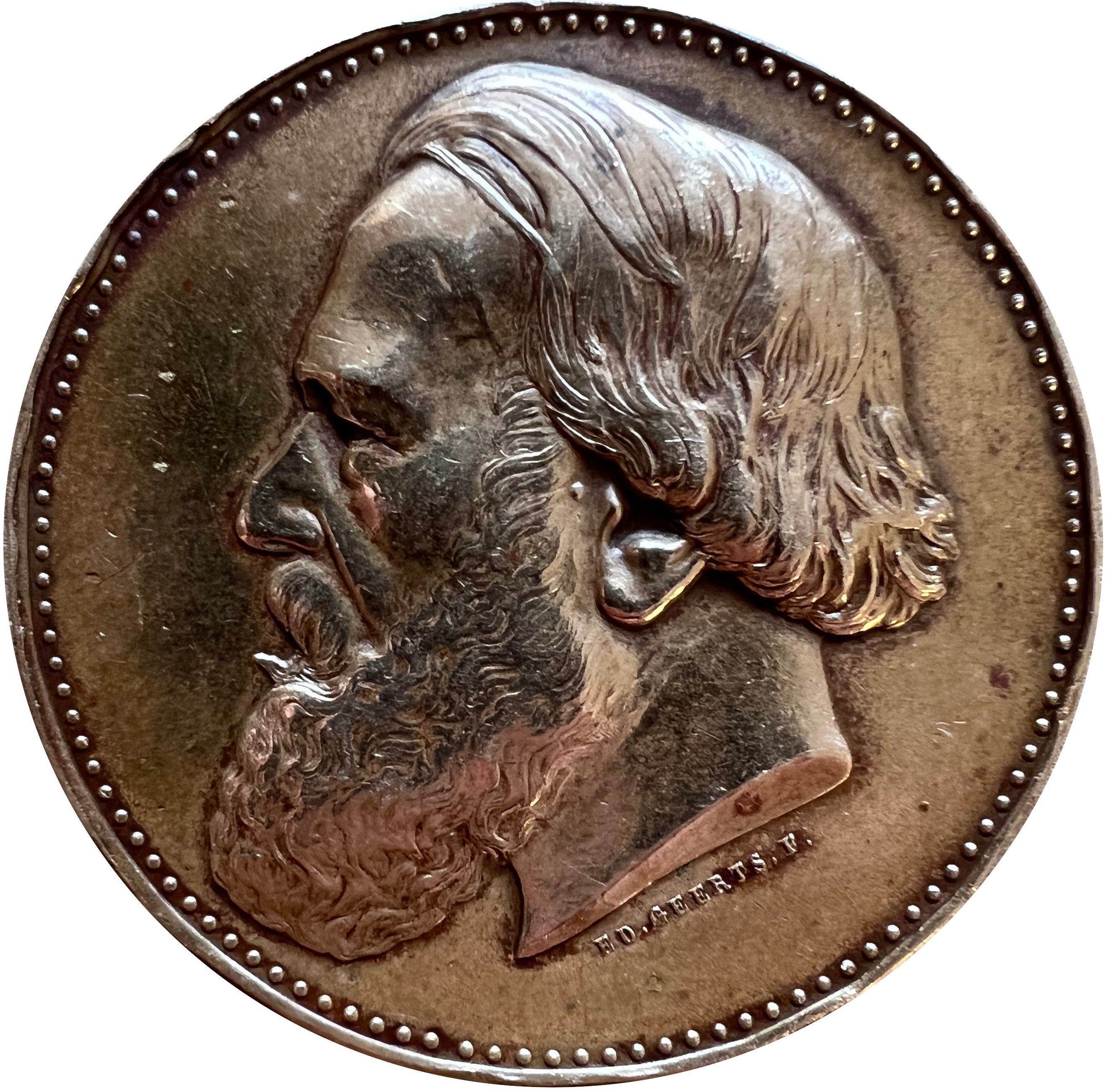
Медаль із зображенням П’єра-Жозефа Ван Бенедена, викарбована Лувенським університетом у 1886 році на честь 50-річчя його викладацької діяльності.

- Mémoire sur les vers intestinaux (1858) (Робота про кишкових гельмінтів) Texte intégral sur Archive.org
- Histoire naturelle des balénoptères (1888) (Природна історія Balenoptera) Texte intégral sur Archive.org
- Mémoire sur les vers intestinaux (1858) Texte intégral sur Archive.org (Записи про кишкових гельмінтів)
- Recherches sur la faune littorale de Belgique: crustacés (1861) Texte intégral sur Archive.org (Дослідження бельгійської прибережної фауни: ракоподібні)
- Histoire naturelle des cétacés des mers d'Europe (1889) Texte intégral sur Archive.org (Природна історія китоподібних в європейських морях)